# Sygnał analityczny
Każdemu sygnałowi rzeczywistemu {\displaystyle g(t)} odpowiada zespolony sygnał analityczny {\displaystyle g_{+}(t)} (inny zapis {\displaystyle g_{a}(t)}), którego część rzeczywistą stanowi sygnał {\displaystyle g(t),} a część urojoną – jego transformata Hilberta {\displaystyle {\widehat {g}}(t){:}}
{\displaystyle g_{+}(t)=g(t)+j\cdot {\widehat {g}}(t).}
Ważną właściwością sygnału analitycznego jest postać jego widma:
{\displaystyle G_{+}(\omega )={\begin{cases}G(\omega )+j\cdot (j\cdot G(\omega ))=G(\omega )-G(\omega )=0&{\mbox{dla }}\omega <0\\G(\omega )&{\mbox{dla }}\omega =0\\G(\omega )+j\cdot (-j\cdot G(\omega ))=G(\omega )+G(\omega )=2G(\omega )&{\mbox{dla }}\omega >0\end{cases}}}
gdzie {\displaystyle G(\omega )} oznacza widmo częstotliwościowe {\displaystyle {\mathcal {F}}\{g\}(\omega )} sygnału {\displaystyle g(t),} zaś {\displaystyle G_{+}(\omega )} widmo {\displaystyle g_{+}(t).}
Reasumując:
{\displaystyle G_{+}(\omega )={\begin{cases}2G(\omega )&{\mbox{dla }}\omega >0\\G(\omega )&{\mbox{dla }}\omega =0\\0&{\mbox{dla }}\omega <0\end{cases}},}

Jak widać, widmo sygnału analitycznego charakteryzuje się tym, że dla ujemnych częstotliwości jest zerowe, a dla dodatnich jest podwojonym widmem oryginalnego sygnału. Fakt ten jest wykorzystywany do modulacji amplitudowej typu SSB (jednowstęgowej).